# 米拉米果阿帕克 (密蘇里州)
米拉米果阿帕克（英語：Miramiguoa Park）是位於美國密蘇里州富蘭克林縣的村。

## 人口
根據2020年美國人口普查的數據，米拉米果阿帕克的面積為1.00平方千米，皆為陸地。當地共有人口126人，而人口密度為每平方千米126人。